# Ludvig Schytte
Ludvig Theodor Schytte, född 28 april 1848 i Århus, död 10 november 1909 i Berlin, var en dansk pianist och tonsättare. Han var bror till Henrik Vissing Schytte och far till Anna Schytte.
Schytte var ursprungligen farmaceut, men blev lärjunge till Anton Rée och senare Edmund Neupert och Franz Liszt. Han blev lärare vid bröderna Horaks pianoinstitut i Wien 1886 och vid Sternska konservatoriet i Berlin 1907. Han pianokompositioner utgörs huvudsakligen av mindre karaktärsstycken, men även enstaka större verk (en pianosonat och en konsert med orkester). Några är studieverk (etyder; en tillsammans med Moriz Rosenthal utgiven pianoskola). Han komponerade även sånger och en dramatisk sångscen, Hero, uppförd på Det Kongelige Teater i Köpenhamn, samt operetterna Der Mameluk (Wien 1903) och Der Student von Salamanca (Wien 1909). Från 1884 vistades han huvudsakligen i Wien och i Berlin. 